# Тасоткель (Меркенский район)
Тасоткель (каз. рзд.Тасөткел) — разъезд в Меркенском районе Жамбылской области Казахстана. Входит в состав Таттинского сельского округа. Код КАТО — 315447500.

## Население
В 1999 году население разъезда составляло 70 человек (32 мужчины и 38 женщин). По данным переписи 2009 года, в разъезде проживало 365 человек (184 мужчины и 181 женщина).